# Canthidium bicolor
Canthidium bicolor е вид бръмбар от семейство Листороги бръмбари (Scarabaeidae). Видът не е застрашен от изчезване.

## Разпространение
Разпространен е в Боливия, Бразилия (Амазонас), Колумбия, Перу и Френска Гвиана.